# ZOO (grupo musical)
ZOO, también conocido como Zoo Posse, fue un grupo musical valenciano nacido en 2014 en Gandía que se centra en el hip hop, el breakbeat, el rock y el ska, mezclados con ritmos electrónicos. Las letras de las canciones tratan cuestiones políticas y sociales de actualidad, de la cultura, la lengua valenciana y más allá, como elemento transformador de la sociedad, con la intención de cambiar el futuro a mejor.
Su último álbum de estudio Llepolies (ZOO RECORDS 2021), combina diferentes estilos y auténticos éxitos como Tobogan, Llepolies Diània o Sereno y más.
Son habituales conciertos potentes, con colaboraciones con grupos, como JazzWoman, Oques Grasses o Obrint Pas, entre otros.
Lanzó algunos temas sueltos como Generació de Cristall y en mayo de 2024 el single Epíleg. Realiza su gira de despedida, que acaba donde todo empezó, en Gandía, el 13 de julio de 2024.

## Historia
El grupo nació en 2014 de la mano de Panxo (Toni Sánchez), exmiembro de Orxata Sound System y de Sophy Zoo, grupo de rap en castellano y valenciano en activo desde 2008, DJ de Riot Propaganda, y hermano de Pablo Sánchez de La Raíz y Ciudad Jara. Tempestes vénen del sud fue su primer disco, que contenía Estiu, el sencillo que salió en primavera de ese mismo año y obtuvo alrededor de millón y medio de reproducciones en poco tiempo. En 2015 fueron los cabezas de cartel del festival Feslloch, el más importante de la música en valenciano.

## Discografía
Tempestes venen del sud es el primer disco del grupo, producido por la discografía "Propaganda pel fet" y que salió a la luz el día 21 de octubre de 2014. Con este álbum realizaron más de 65 conciertos. El segundo disco Raval fue presentado el 24 de marzo de 2017. El nombre de este álbum hace referencia al raval de la historia, la periferia que acoge los marginados sociales pero que a menudo ha sido la cuna de expresiones artísticas que se acabarían popularizando. El 26 de marzo de 2021, tras un parón de varios meses de la anterior gira, presentaron nuevo disco titulado Llepolies.
Además, grabaron un disco en directo en 2019 Directe Barcelona 2019, en un concierto en que posteriormente, el 5 de abril de 2020, subirían a Spotify.

## Disolución de la banda
Zoo anunció el domingo 7 de enero de 2024, mediante un video titulado 'ADÉU', el fin de su carrera como grupo musical. Harán una gira denominada 'Gira Despedida', la cual culmina en el festival 'Pirata Beach Festival' de Gandía, ciudad origen de grupo. Se despiden tras publicar tres discos de estudio ('Tempestes venen del sud', 'Raval' y 'Llepolies'), un EP llamado 'Avant' y dos discos en directo.La gira consta de diez conciertos:
- A Candeloira (Lugo), el 1 de marzo de 2024.
- Iruña Rock, Zeid Fest (Bilbao), el 2 de marzo de 2024.
- El Garaje Beat Club de Murcia, el 21 de marzo de 2024.
- Primavera Trompetera (Jerez de la Frontera) el 22 de marzo de 2024.
- El festival Telecogresca (Barcelona) el 6 de abril de 2024.
- Viña Rock (Villarrobledo), el 3 de mayo de 2024.
- Sensenom Festival (Mallorca), el 1 de junio de 2024
- Riviera de Madrid, el 29 de junio de 2024
- Alterna Festival (El Bonillo), el 6 de julio de 2024
- Pirata Beach Festival (Gandía), el 13 de julio de 2024.

## Álbumes

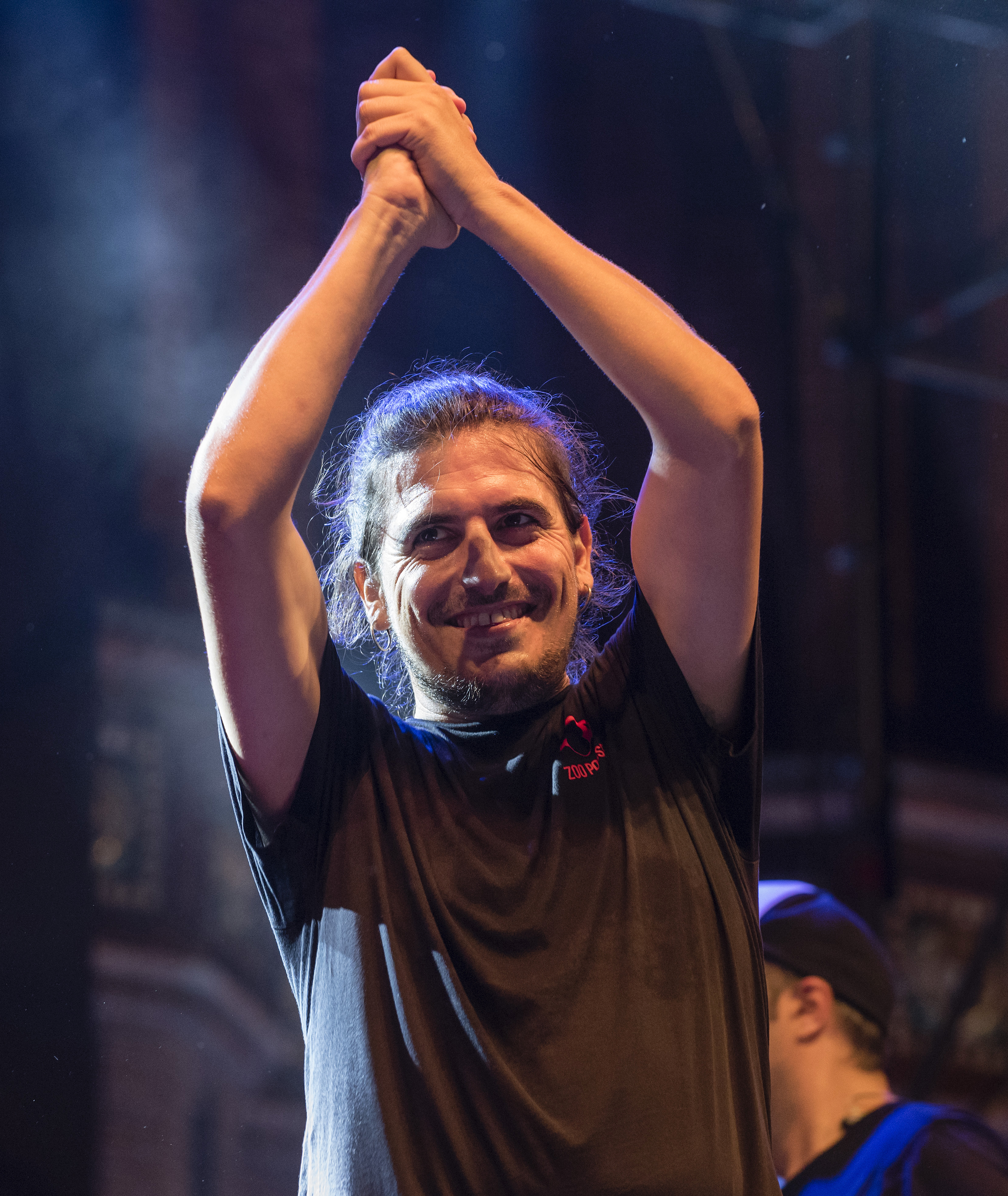
Panxo en 2018.

| Directe Barcelona (2019) |                        |          |  |
| N.º                      | Título                 | Duración |  |
| 1.                       | «La Nostra Bota»       | 4:28     |  |
| 2.                       | «Vull»                 | 3:51     |  |
| 3.                       | «#Faena»               | 3:20     |  |
| 4.                       | «Xafant Fang»          | 2:44     |  |
| 5.                       | «Omertà»               | 3:31     |  |
| 6.                       | «Imperfeccions»        | 4:15     |  |
| 7.                       | «Aquesta vora + Crea»  | 4:47     |  |
| 8.                       | «La Mestra»            | 5:18     |  |
| 9.                       | «Carrer de L'Amargura» | 3:59     |  |
| 10.                      | «Dílo en Castellano»   | 4:09     |  |
| 11.                      | «Cap Per Avall»        | 5:41     |  |
| 12.                      | «Ara Estem Sols»       | 3:47     |  |
| 13.                      | «Camins (Remix)»       | 4:27     |  |
| 14.                      | «Presoners»            | 4:19     |  |
| 15.                      | «Cançons D'Ofrena»     | 4:03     |  |
| 16.                      | «Rituales de Santería» | 4:13     |  |
| 17.                      | «Corbelles»            | 3:59     |  |
| 18.                      | «Hivern»               | 7:37     |  |
| 19.                      | «Correfoc»             | 5:10     |  |
| 20.                      | «Estiu»                | 4:49     |  |
| 21.                      | «Impresentables»       | 4:07     |  |
| 22.                      | «Ventiladors»          | 3:45     |  |
| 23.                      | «Esbarzers»            | 5:16     |  |
| 1:41:00                  |                        |          |  |

| Tempestes vénen del sud (2014) |                                                                              |          |  |
| N.º                            | Título                                                                       | Duración |  |
| 1.                             | «Intro»                                                                      | 1:36     |  |
| 2.                             | «Vull»                                                                       | 3:42     |  |
| 3.                             | «Estiu»                                                                      | 3:36     |  |
| 4.                             | «Corbelles»                                                                  | 4:12     |  |
| 5.                             | «Carrer de l'Amargura»                                                       | 3:48     |  |
| 6.                             | «Imperfeccions» (con Ro de At Versaris y Toni Mejías de Los Chikos del Maíz) | 4:54     |  |
| 7.                             | «Aquesta vora» (con Roy Mercurio)                                            | 3:34     |  |
| 8.                             | «Hivern»                                                                     | 3:13     |  |
| 9.                             | «Xuplasangs»                                                                 | 4:04     |  |
| 10.                            | «La nostra bota»                                                             | 3:10     |  |
| 11.                            | «#Faena (RadioMacramé)» (Bonus track)                                        | 3:13     |  |

| Raval (2017) |                                                                      |          |  |
| N.º          | Título                                                               | Duración |  |
| 1.           | «Raval»                                                              | 2:33     |  |
| 2.           | «El cap per avall»                                                   | 4:24     |  |
| 3.           | «Ventiladors»                                                        | 3:34     |  |
| 4.           | «Impresentables»                                                     | 3:40     |  |
| 5.           | «La mestra»                                                          | 4:54     |  |
| 6.           | «Dilo en castellano» (con Def Con Dos y DJ Plan-B)                   | 3:56     |  |
| 7.           | «Ara estem sols» (con Pablo Sánchez de La Raíz y Annie Garcés)       | 3:44     |  |
| 8.           | «Rituales de Santería» (con Annie Garcés y Pablo Sánchez de La Raíz) | 3:29     |  |
| 9.           | «Presoners» (con Vera y Bàrbara de Mafalda)                          | 4:27     |  |
| 10.          | «Correfoc»                                                           | 4:55     |  |
| 11.          | «Xafant Fang» (Bonus track)                                          | 3:32     |  |

| Llepolies (2021) |                                   |          |  |
| N.º              | Título                            | Duración |  |
| 1.               | «Ei»                              | 1:58     |  |
| 2.               | «Avant»                           | 4:12     |  |
| 3.               | «Tir al Ninot» (con JazzWoman)    | 4:11     |  |
| 4.               | «Sereno» (con SFDK)               | 4:31     |  |
| 5.               | «Llepolies» (con Marala y TAKTEL) | 3:49     |  |
| 6.               | «Deixa'm que Caiga»               | 4:08     |  |
| 7.               | «La del Futbol»                   | 3:09     |  |
| 8.               | «Diània»                          | 3:37     |  |
| 9.               | «Interludi»                       | 1:28     |  |
| 10.              | «La dels Beatles»                 | 3:18     |  |
| 11.              | «Tobogan»                         | 4:54     |  |
| 12.              | «Cançó Pòstuma»                   | 4:04     |  |

## Sencillos
| Año  | Título                         | Notas                                                     | Ref.                 |
| ---- | ------------------------------ | --------------------------------------------------------- | -------------------- |
| 2014 | Estiu                          |                                                           | [ 8 ] [ 10 ]         |
| 2014 | Escenes quotidianes vol.I      | para La Tuerka Rap                                        |                      |
| 2014 | Escenes quotidianes vol.II     |                                                           |                      |
| 2015 | Escenes quotidianes vol.III    |                                                           |                      |
| 2015 | Camins                         | con Oques Grasses (versión erótica de Obrint Pas)         |                      |
| 2015 | Esbarzers                      | La Gossa Sorda Remix                                      | [ 23 ]               |
| 2016 | Escenes quotidianes vol.IV     |                                                           |                      |
| 2016 | Escenes quotidianes vol.V i VI |                                                           |                      |
| 2016 | Escenes quotidianes vol.VII    |                                                           |                      |
| 2016 | Escenes quotidianes vol.VIII   |                                                           |                      |
| 2017 | El cap per avall               |                                                           | [ 24 ]               |
| 2017 | La mestra                      |                                                           | [ 25 ]               |
| 2018 | Robot                          | con Road Ramos                                            | [ 26 ] [ 27 ] [ 28 ] |
| 2018 | Omertà                         |                                                           | [ 29 ]               |
| 2018 | Cançons d'ofrena               | con JazzWoman                                             |                      |
| 2018 | Karrer de l'amargura           | con Fermin Muguruza, Xabi Arakama y Zo-Zongó (Basque RMX) |                      |
| 2021 | Avant                          |                                                           |                      |
| 2021 | Llepolies                      |                                                           | [ 30 ]               |
| 2022 | Panya                          |                                                           | [ 31 ]               |
| 2024 | Epíleg                         | Canción de despedida                                      |                      |

## Premios y nominaciones
| Año  | Premio               | Categoría                          | Resultado | Ref.          |
| ---- | -------------------- | ---------------------------------- | --------- | ------------- |
| 2018 | XX Premios Enderrock | Mejor artista                      | Nominado  | [ 32 ]        |
| 2018 | XX Premios Enderrock | Mejor disco de pop-rock (Raval)    | Nominado  | [ 32 ]        |
| 2018 | XX Premios Enderrock | Mejor directo                      | Nominado  | [ 32 ]        |
| 2018 | XX Premios Enderrock | Mejor videoclip (El cap per avall) | Ganador   | [ 33 ] [ 34 ] |